# Батюшев, Василий Михайлович
Василий Михайлович Батюшев — советский хозяйственный и государственный деятель, лауреат Государственной премии СССР за выдающиеся достижения в труде.

## Биография
Родился в 1933 году в селе Карагайка. Член КПСС.
Окончил Шадринский сельскохозяйственный техникум, Курганский сельскохозяйственный институт.
В 1952—1953 годах — агроном совхоза «Новомиасский».
В 1953—1956 годах — военнослужащий Советской армии.
В 1956—1967 годах — агроном Алтын-Ташского отделения, в 1967—1986 годах — главный агроном совхоза «Новомиасский» Чебаркульского района Челябинской области.
Заслуженный агроном РСФСР (1979).
За получение высоких и устойчивых урожаев зерновых и масличных культур на основе эффективного использования достижений науки, передовой практики и новых форм организации труда был в составе коллектива удостоен Государственной премии СССР за выдающиеся достижения в труде 1982 года.
Умер в селе Филимоново в 1986 году.

## Награды
- Орден Ленина
- Орден Трудового Красного Знамени